# Zhu Jian'er
Zhu Jian´er (født 18. oktober 1922 i Tianjin, død 15. august 2017 i Shanghai, Kina) var en kinesisk komponist og professor i komposition.
Jian´er hører til Kinas betydningsfulde komponister inden for klassisk musik. Han har skrevet ti symfonier, orkesterværker, operaer, balletmusik, sange, filmmusik etc. Han studerede komposition på Moskva musikkonservatorium.
Hans kompostioner blander både Vestlig klassisk musik med kinesisk folklore. Han var professor i komposition på Shanghai Musikkonservatorium.

## Udvalgte værker
- Symfoni nr. 1 (1986) - for orkester
- Symfoni nr. 2 (1987) - for orkester
- Symfoni nr. 3 "Tibet" (1988) - for orkester
- Symfoni nr. 4 "6.4.2-1" (Kammersymfoni) (1990) - for bambusfløjte og strygeorkester
- Symfoni nr. 5 (1991) - for kinesisk tromme og orkester
- Symfoni nr. 6 "3Y" (1992-1994) - for bånd og orkester
- Symfoni nr. 7 "Lyde af paradis, jord og menneskehed" (1994) - for orkester
- Symfoni nr. 8 "Søg og søge" (1994) - for 16 slagtøjsspillere, cello og kammerorkester
- Symfoni nr. 9 (1994) - for drengekor og orkester
- Symphony No.10 (1998) "Sne på floden" for bånd, hage og orkester
- Sinfonietta (1994) - for orkester
- "Frigørelsesdagen" (1980) - for mennesker og kinesisk orkester
- "Til minde om" (1978-1988) - for strygerorkester